# Siebnerkonkordat

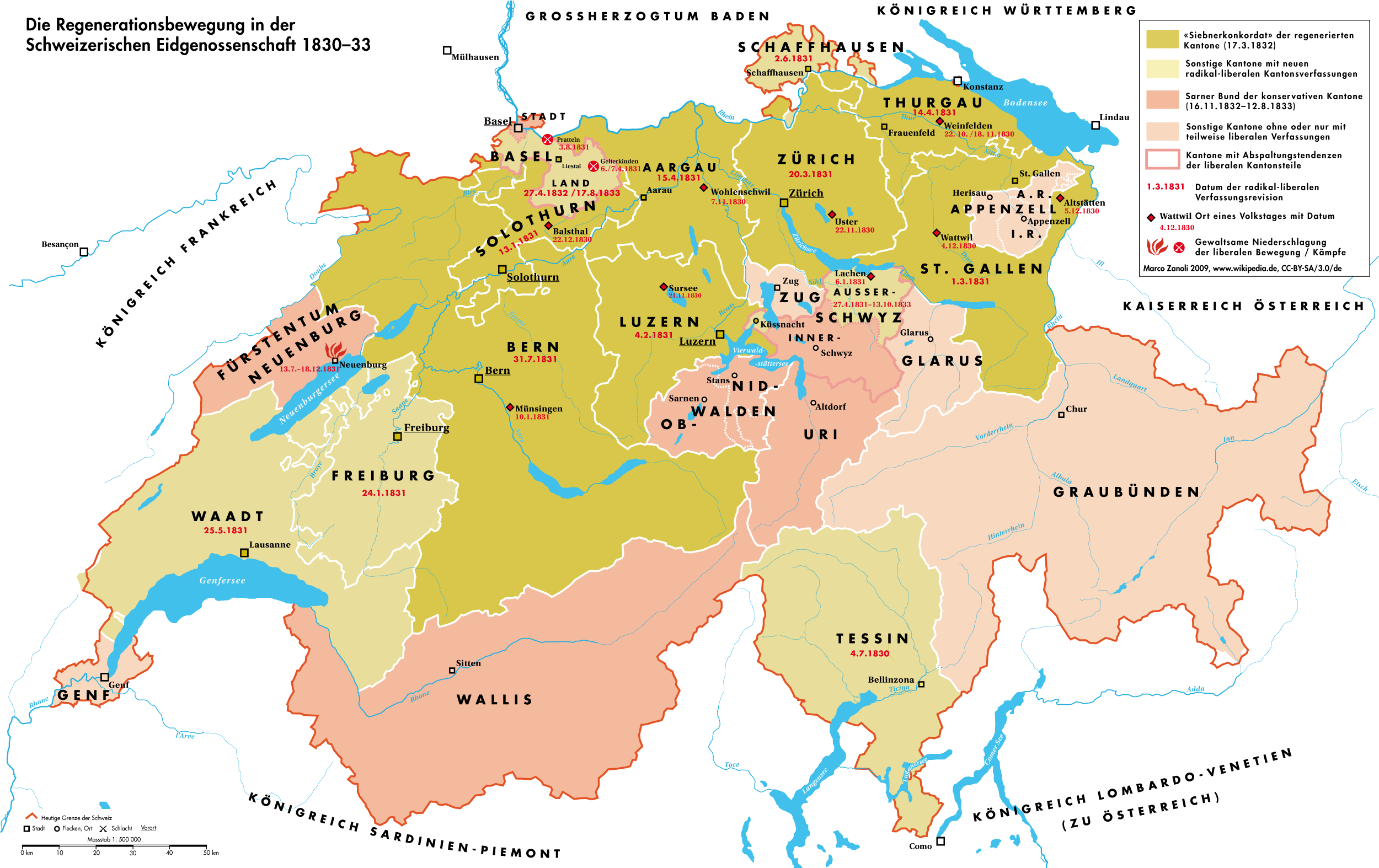
Karte zur Regenerationszeit in der Schweiz

Das Siebnerkonkordat war eine sicherheitspolitische Vereinbarung unter den «regenerierten», liberalen Kantonen Zürich, Bern, Luzern, Solothurn, St. Gallen, Aargau und Thurgau, welche am 17. März 1832 ohne Vorankündigung und gegen den Widerstand der konservativen Kantone geschlossen wurde.

## Historischer Kontext
Die Pariser Julirevolution von 1830 gab den liberalen Kräften in der Schweiz nach ihrer Niederlage durch die Restauration wieder Auftrieb. In zehn Kantonen wurden in den folgenden Jahren die Aristokraten durch Petitionen und Volksversammlungen gestürzt und neue Verfassungen in Kraft gesetzt, die die Volkswahl der Kantonsregierungen sowie bürgerliche Rechte wieder einführten. Nicht überall war diese Regeneration von Dauer. In den Kantonen Wallis, Neuenburg und Schwyz wurden die liberalen Kräfte blutig niedergeschlagen, in Basel führten die Konflikte zwischen Liberalen und Konservativen zu einem Bürgerkrieg, der erst mit der Teilung des Kantons 1833 sein Ende fand.
Vor dem Hintergrund dieser Bedrohung schlossen sich die verbliebenen «regenerierten» Kantone zum Siebnerkonkordat zusammen. Als Reaktion schlossen die konservativen Kantone den Sarnerbund.

## Inhalt
Das Siebnerkonkordat war ein typisch militärisches Bündnis, ähnlich dem heutigen Nordatlantikvertrag. Es verpflichtete die damals noch souveränen Konkordatskantone zu gegenseitiger Hilfeleistung bei einem Umsturz von aussen. Der Originaltext des Konkordats ist bei Kölz (1992) zu finden.

## Fussnoten und Quellen
1. ↑  Siehe Website des Projekts zur Verfassungsgeschichte der Universität Bern
2. ↑  Max Jufer: Das Siebnerkonkordat von 1832. Diss. Bern, Affoltern a. A. 1953
3. ↑  Volker Reinhardt: Geschichte der Schweiz. C. H. Beck, München 2006, S. 96–98
4. ↑  Dieter Fahrni: Schweizer Geschichte. Ein historischer Abriss von den Anfängen bis zur Gegenwart. 2. Auflage. Pro Helvetia, Zürich 2002, S. 62
5. ↑  Alfred Kölz, 1992. Quellenbuch zur neuen schweizerischen Verfassungsgeschichte, Band 1, Bern, S. 343 f.